# Androsace bryomorpha
Androsace bryomorpha là một loài thực vật có hoa trong họ Anh thảo. Loài này được Lipsky mô tả khoa học đầu tiên năm 1904.